# Everton F.C.
Everton Football Club je engleski nogometni klub iz Liverpoola. Natječe se u FA Premier ligi i rekorder je po broju nastupa u najjačem razredu engleskog nogometa. Jedna je od pet najuspješnijih engleskih momčadi prema osvojenim trofejima (devet puta državni prvaci, pet puta osvajači FA kupa i jednom osvajači Kupa pobjednika kupova). Posljednji naslov prvaka ostvaren je u sezoni 1986./87.
Everton igra svoje domaće utakmice na stadionu Goodison Park. Najveći suparnik im je drugi liverpoolski klub, Liverpool F.C., a njihove utakmice su poznate kao Merseyside derbi.

## Klupski uspjesi

### Domaći uspjesi
Prvak Engleske:
- Prvak (9): 1890./91., 1914./15., 1927./28., 1931./32., 1938./39., 1962./63., 1969./70., 1984./85., 1986./87.

Pobjednik FA kupa:
- Prvak (5): 1906., 1933., 1966., 1984., 1995.

Superkup Engleske:
- Prvak (9): 1928., 1933., 1963., 1970., 1984., 1985., 1986., 1987., 1995.

### Europski uspjesi
Kup pobjednika kupova:
- Prvak (1): 1984./85.

## Poznati igrači
- Duncan Ferguson
- Dixie Dean
- Wayne Rooney
- Tim Howard
- Seamus Coleman
- Romelu Lukaku
- Gary Lineker
- David Unsworth
- Phil Jagielka
- Neville Southall
- Leighton Baines
- Nikica Jelavić
- Muhamed Bešić
- Ross Barkley
- Tim Cahill
- Mikel Arteta
- Marouane Fellaini
- Paul Gascoigne
- Joleon Lescott

## Vanjske poveznice
- Službena stranica
- evertonresults.com